# Corral

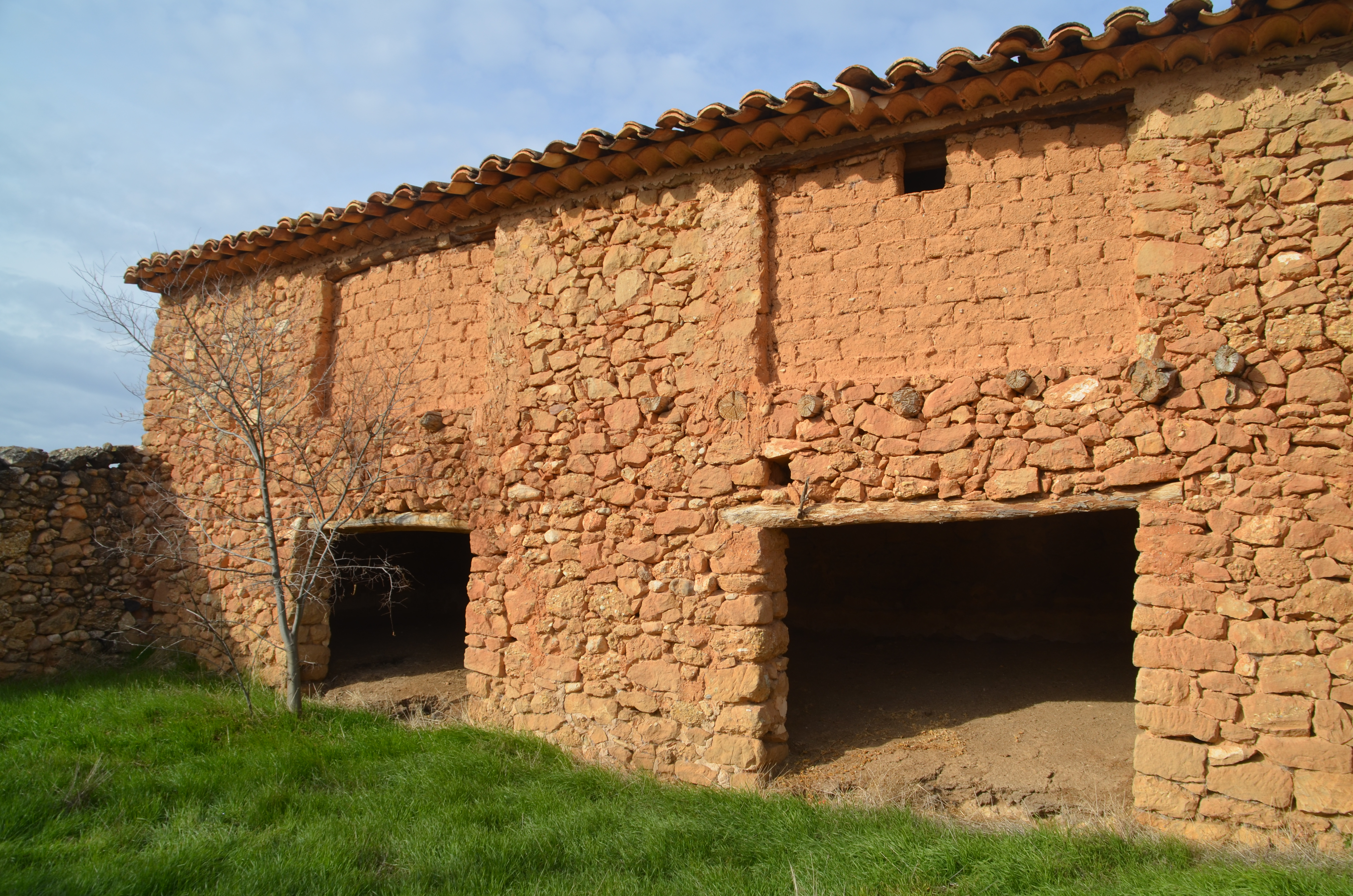
El corral fue un tipo de aprisco muy utilizado en zonas cálidas de Aragón y del valle del Duero. Molinos (Teruel).

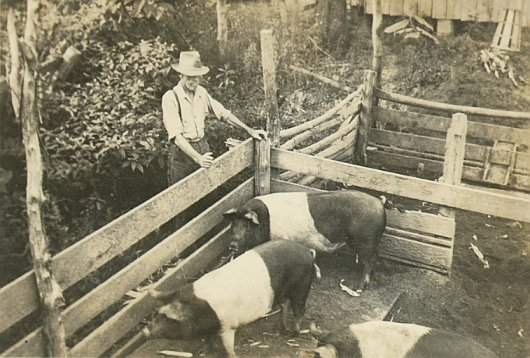
Corral de cerdos.

Un corral es un pequeño recinto cerrado dentro o en el entorno de una construcción y tradicionalmente destinado a albergar animales domésticos. Pueden ser generales, llegando al antiguo corralón rodeado por galerías entre edificaciones urbanas, o corrales específicos como las cochineras (para cerdos) y los gallineros (para gallinas); además de los corrales de pastoreo como los rediles ovejas, o bien de vacunos y  equinos. Término y espacio pueden hacerse extensivo a los cercados para retener o guardar otros animales. Siguen siendo comunes en el medio rural, aunque, en Occidente, sometidos a reglamentación sanitaria. Pueden ser hechos con madera, fierro o algún material sólido. 
Arquitectónicamente hablando un corral también es un tipo de aprisco ganadero que se caracteriza por presentar planta rectangular y dos espacios claramente separados. Por un lado dispone de un área cubierta de teja y otra de patio abierta, denominada “sereno” o “raso”.

## El territorio de los corrales

### En España
Los corrales tienen un área de distribución muy amplia que se extiende por el Levante Ibérico, el Valle del Ebro y el Valle del Duero. Los corrales del Valle del Ebro se extienden por las zonas más bajas y cálidas, habiendo buenos ejemplos de este tipo de aprisco en la comarca de los Monegros y en la zona de Caspe. También se extienden por los valles de los ríos Jalón, Mesa, Queiles y Alhama. Alcanzando las zonas más cálidas de las provincias de Soria, Guadalajara, Zaragoza y La Rioja. A medida que el clima de este extenso territorio se recrudece empiezan a ser sustituidos por otras tipologías de apriscos más cerradas y calientes, como las “parideras” o los “chozones sabin  eros”.[cita requerida]

## Antigüedad de los corrales
Existen grandes diferencias entre corrales, tainas, parideras y chozones sabineros. No obstante, sobre su antigüedad, Ángel Coronado indica: “Los corrales tienen un cierto grado de parentesco con las tainas, una familiaridad más fluida y menos forzada de la dada entre parideras y tainas”.

## Deterioro y desaparición de los corrales

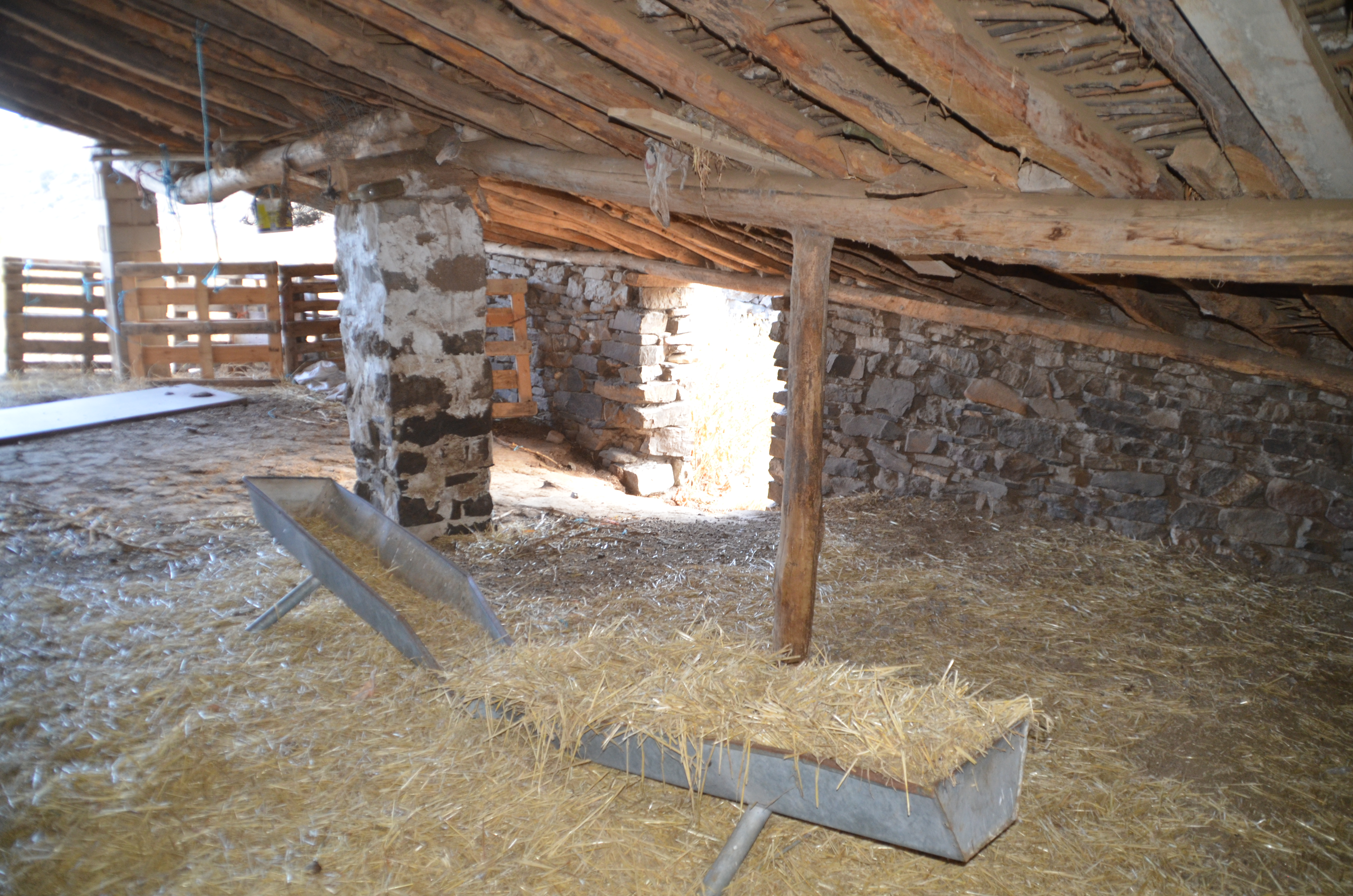
Interior de un corral de la Sierra de la Alcarama. La Rioja

Son varios los motivos que han llevado a la desaparición de este tipo de aprisco. Antiguamente eran edificaciones muy eficaces para poner a salvo, por la noche, a las ovejas de los ataques del lobo pero su progresiva desaparición, a principios del siglo XX, propició que poco a poco los corrales perdiesen su utilidad. 
La intensificación de la actividad ganadera también ha condenado a los corrales ya que hoy resultan poco útiles, en el contexto actual, en el que el número de cabezas por rebaño supera en la mayoría de los casos las 500 cabezas. Su estructura dificulta que algunas operaciones sean mecanizables: suministro de piensos; extracción de estiércol, suministro de agua, etc.

## Requisitos

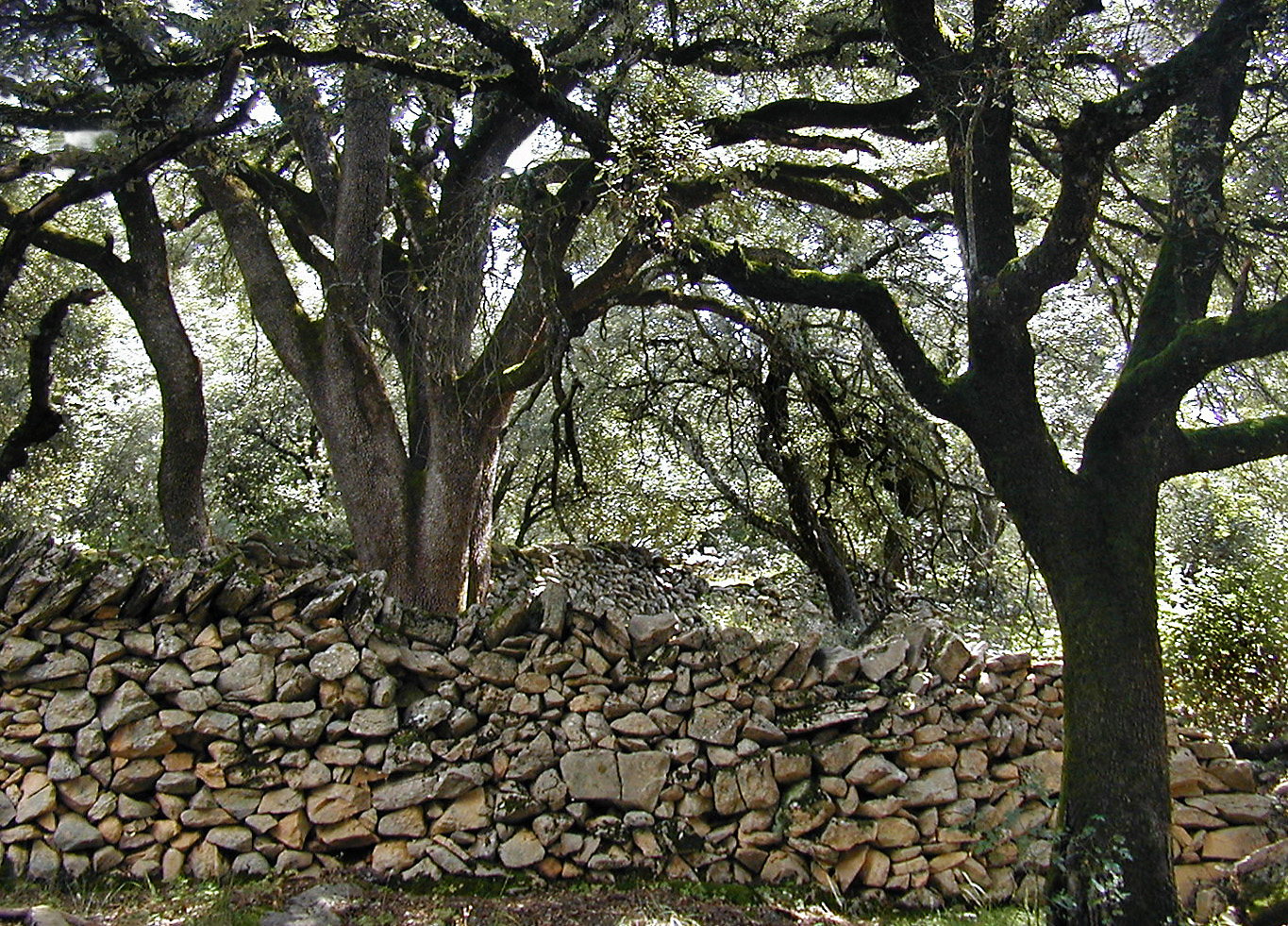
Muro de piedra de un posible corral rural

Para que un corral esté bien situado, es necesario:
- que el terreno esté horizontal, de manera que la carreta dé la vuelta sin subir ni bajar;
- que por todos los puntos de la circunferencia esté ligeramente inclinado hacia el centro;
- que haya en él, si es posible, una fuente, para que beban los animales y se bañen, o en su defecto es absolutamente indispensable un buen pozo.[3]